# Olympische Sommerspiele 2016/Teilnehmer (Polen)
| Gelbes Symbol für Goldmedaillen mit stilisierten Olympischen Ringen | Graues Symbol für Silbermedaillen mit stilisierten Olympischen Ringen | Braundes Symbol für Bronzemedaillen mit stilisierten Olympischen Ringen |
| ------------------------------------------------------------------- | --------------------------------------------------------------------- | ----------------------------------------------------------------------- |
| 2                                                                   | 3                                                                     | 6                                                                       |

Polen nahm an den Olympischen Spielen 2016 in Rio de Janeiro teil. Es war die insgesamt 21. Teilnahme an Olympischen Sommerspielen. Das Polski Komitet Olimpijski nominierte 243 Athleten in 24 Sportarten.
Fahnenträger bei der Eröffnungsfeier war der Handballspieler Karol Bielecki.

## Teilnehmer nach Sportarten

### Badminton
| Athleten                        | Wettbewerb | Gruppenphase                                                                             | Gruppenphase                                                         | Gruppenphase | Gruppenphase | Achtelfinale                | Achtelfinale       | Viertelfinale | Viertelfinale | Halbfinale    | Halbfinale    | Finale        | Finale        | Rang          |
| Athleten                        | Wettbewerb | Gegner                                                                                   | Ergebnis                                                             | Punkte       | Rang         | Gegner                      | Ergebnis           | Gegner        | Ergebnis      | Gegner        | Ergebnis      | Gegner        | Ergebnis      | Rang          |
| ------------------------------- | ---------- | ---------------------------------------------------------------------------------------- | -------------------------------------------------------------------- | ------------ | ------------ | --------------------------- | ------------------ | ------------- | ------------- | ------------- | ------------- | ------------- | ------------- | ------------- |
| Männer                          |            |                                                                                          |                                                                      |              |              |                             |                    |               |               |               |               |               |               |               |
| Adrian Dziółko                  | Einzel     | Chen Long Kevin Cordón Niluka Karunaratne                                                | 0:2 (12:21, 9:21) zurückgezogen 0:2 (19:21, 22:24)                   | 62:87        | 3            | ausgeschieden               | ausgeschieden      | ausgeschieden | ausgeschieden | ausgeschieden | ausgeschieden | ausgeschieden | ausgeschieden | ausgeschieden |
| Adam Cwalina Przemysław Wacha   | Doppel     | Kim Gi-jung Kim Sa-rang Mathias Boe Carsten Mogensen Marcus Ellis Chris Langridge        | 0:2 (14:21, 15:21) 0:2 (17:21, 17:21) 0:2 (18:21, 16:21)             | 97:126       | 3            | ausgeschieden               | ausgeschieden      | ausgeschieden | ausgeschieden | ausgeschieden | ausgeschieden | ausgeschieden | ausgeschieden | ausgeschieden |
| Mixed                           |            |                                                                                          |                                                                      |              |              |                             |                    |               |               |               |               |               |               |               |
| Robert Mateusiak Nadieżda Zięba | Doppel     | Joachim Fischer Nielsen Christinna Pedersen Xu Chen Ma Jin Chris Adcock Gabrielle Adcock | 0:2 (18:21, 21:23) 2:1 (13:21, 21:9, 21:19) 2:1 (18:21, 27:25, 21:9) | 160:148      | 1            | Chan Peng Soon Goh Liu Ying | 0:2 (17:21, 10:21) | ausgeschieden | ausgeschieden | ausgeschieden | ausgeschieden | ausgeschieden | ausgeschieden | ausgeschieden |

### Beachvolleyball
| Athleten                         | Gruppenphase                                                                             | Gruppenphase                                                                            | Gruppenphase | Gruppenphase | Achtelfinale    | Achtelfinale              | Viertelfinale | Viertelfinale | Halbfinale    | Halbfinale    | Finale        | Finale        | Rang          |
| Athleten                         | Gegner                                                                                   | Ergebnis                                                                                | Punkte       | Rang         | Gegner          | Ergebnis                  | Gegner        | Ergebnis      | Gegner        | Ergebnis      | Gegner        | Ergebnis      | Rang          |
| -------------------------------- | ---------------------------------------------------------------------------------------- | --------------------------------------------------------------------------------------- | ------------ | ------------ | --------------- | ------------------------- | ------------- | ------------- | ------------- | ------------- | ------------- | ------------- | ------------- |
| Frauen                           |                                                                                          |                                                                                         |              |              |                 |                           |               |               |               |               |               |               |               |
| Monika Brzostek Kinga Kołosińska | Fendrick / Sweat Ukolowa / Birlowa Talita / Larissa                                      | 2:1 (14:21, 21:13, 15:7) 2:0 (21:19, 21:18) 0:2 (10:21, 15:21)                          | 5            | 2            | Bawden / Clancy | 1:2 (21:15, 16:21, 11:15) | ausgeschieden | ausgeschieden | ausgeschieden | ausgeschieden | ausgeschieden | ausgeschieden | ausgeschieden |
| Männer                           |                                                                                          |                                                                                         |              |              |                 |                           |               |               |               |               |               |               |               |
| Grzegorz Fijałek Mariusz Prudel  | Semjonow / Krassilnikow Nummerdor / Varenhorst E. Grimalt / M. Grimalt Saxton / Schalk * | 0:2 (14:21, 13:21) 1:2 (17:21, 21:19, 9:15) 2:1 (21:13, 16:21, 15:9) 0:2 (19:21, 18:21) | 4            | 3            | ausgeschieden   | ausgeschieden             | ausgeschieden | ausgeschieden | ausgeschieden | ausgeschieden | ausgeschieden | ausgeschieden | ausgeschieden |
| Piotr Kantor Bartosz Łosiak      | Böckermann Flüggen Barsuk / Ljamin Brouwer / Meeuwsen Lupo / Nicolai *                   | 2:0 (21:11, 23:11) 0:2 (14:21, 17:21) 0:2 (19:21, 19:21) 1:2 (12:21, 21:15, 13:15)      | 4            | 3            | ausgeschieden   | ausgeschieden             | ausgeschieden | ausgeschieden | ausgeschieden | ausgeschieden | ausgeschieden | ausgeschieden | ausgeschieden |

* Playoff-Runde „Lucky Losers“

### Bogenschießen
| Athleten              | Wettbewerb | Qualifikation | Qualifikation | 1. Runde       | 1. Runde           | 2. Runde      | 2. Runde      | Achtelfinale  | Achtelfinale  | Viertelfinale | Viertelfinale | Halbfinale    | Halbfinale    | Finale        | Finale        | Rang |
| Athleten              | Wettbewerb | Ringe         | Rang          | Gegner         | Ergebnis           | Gegner        | Ergebnis      | Gegner        | Ergebnis      | Gegner        | Ergebnis      | Gegner        | Ergebnis      | Gegner        | Ergebnis      | Rang |
| --------------------- | ---------- | ------------- | ------------- | -------------- | ------------------ | ------------- | ------------- | ------------- | ------------- | ------------- | ------------- | ------------- | ------------- | ------------- | ------------- | ---- |
| Frauen                |            |               |               |                |                    |               |               |               |               |               |               |               |               |               |               |      |
| Karina Liparska-Pałka | Einzel     | 620           | 40            | Yasemin Anagoz | 5–6 (SO) (122:127) | ausgeschieden | ausgeschieden | ausgeschieden | ausgeschieden | ausgeschieden | ausgeschieden | ausgeschieden | ausgeschieden | ausgeschieden | ausgeschieden | 33   |

### Boxen
| Athleten         | Wettbewerb              | 1. Runde        | 1. Runde | Achtelfinale  | Achtelfinale  | Viertelfinale | Viertelfinale | Halbfinale    | Halbfinale    | Finale        | Finale        | Rang          |
| Athleten         | Wettbewerb              | Gegner          | Ergebnis | Gegner        | Ergebnis      | Gegner        | Ergebnis      | Gegner        | Ergebnis      | Gegner        | Ergebnis      | Rang          |
| ---------------- | ----------------------- | --------------- | -------- | ------------- | ------------- | ------------- | ------------- | ------------- | ------------- | ------------- | ------------- | ------------- |
| Männer           |                         |                 |          |               |               |               |               |               |               |               |               |               |
| Tomasz Jabłoński | Mittelgewicht bis 75 kg | Daniel Lewis    | 1:2      | ausgeschieden | ausgeschieden | ausgeschieden | ausgeschieden | ausgeschieden | ausgeschieden | ausgeschieden | ausgeschieden | ausgeschieden |
| Igor Jakubowski  | Schwergewicht bis 91 kg | Lawrence Okolie | 0:3      | ausgeschieden | ausgeschieden | ausgeschieden | ausgeschieden | ausgeschieden | ausgeschieden | ausgeschieden | ausgeschieden | ausgeschieden |

### Fechten
| Athleten                                                      | Wettbewerb       | 1. Runde    | 1. Runde    | 2. Runde            | 2. Runde | Achtelfinale       | Achtelfinale  | Viertelfinale | Viertelfinale | Halbfinale / Klassifikation | Halbfinale / Klassifikation | Finale / Platzierung | Finale / Platzierung | Rang          |
| Athleten                                                      | Wettbewerb       | Gegner      | Ergebnis    | Gegner              | Ergebnis | Gegner             | Ergebnis      | Gegner        | Ergebnis      | Gegner                      | Ergebnis                    | Gegner               | Ergebnis             | Rang          |
| ------------------------------------------------------------- | ---------------- | ----------- | ----------- | ------------------- | -------- | ------------------ | ------------- | ------------- | ------------- | --------------------------- | --------------------------- | -------------------- | -------------------- | ------------- |
| Frauen                                                        |                  |             |             |                     |          |                    |               |               |               |                             |                             |                      |                      |               |
| Hanna Łyczbińska                                              | Florett Einzel   | Freilos     | Freilos     | Carolin Golubytskyi | 14:9     | Elisa Di Francisca | 6:15          | ausgeschieden | ausgeschieden | ausgeschieden               | ausgeschieden               | ausgeschieden        | ausgeschieden        | ausgeschieden |
| Bogna Jóźwiak                                                 | Säbel Einzel     | Marta Baeza | 4:2 Aufgabe | Sofja Welikaja      | 5:15     | ausgeschieden      | ausgeschieden | ausgeschieden | ausgeschieden | ausgeschieden               | ausgeschieden               | ausgeschieden        | ausgeschieden        | ausgeschieden |
| Małgorzata Kozaczuk                                           | Säbel Einzel     | –           | –           | Shen Chen           | 15:9     | Azza Besbes        | 12:15         | ausgeschieden | ausgeschieden | ausgeschieden               | ausgeschieden               | ausgeschieden        | ausgeschieden        | ausgeschieden |
| Aleksandra Socha                                              | Säbel Einzel     | –           | –           | Loretta Gulotta     | 10:15    | ausgeschieden      | ausgeschieden | ausgeschieden | ausgeschieden | ausgeschieden               | ausgeschieden               | ausgeschieden        | ausgeschieden        | ausgeschieden |
| Bogna Jóźwiak Małgorzata Kozaczuk Marta Puda Aleksandra Socha | Säbel Mannschaft | –           | –           | –                   | –        | –                  | –             | USA           | 43:45         | Mexiko                      | 45:23                       | Südkorea             | 41:45                | 6             |

### Gewichtheben
| Athleten            | Wettbewerb        | Reißen                 | Reißen                 | Stoßen                 | Stoßen                 | Zweikampf              | Zweikampf              | Rang                   |
| Athleten            | Wettbewerb        | Gewicht                | Rang                   | Gewicht                | Rang                   | Gewicht                | Rang                   | Rang                   |
| ------------------- | ----------------- | ---------------------- | ---------------------- | ---------------------- | ---------------------- | ---------------------- | ---------------------- | ---------------------- |
| Frauen              |                   |                        |                        |                        |                        |                        |                        |                        |
| Patrycja Piechowiak | Klasse bis 69 kg  | 101 kg                 | 9                      | kein gültiger Versuch  | kein gültiger Versuch  | ausgeschieden          | ausgeschieden          | ausgeschieden          |
| Männer              |                   |                        |                        |                        |                        |                        |                        |                        |
| Adrian Zieliński    | Klasse bis 94 kg  | gesperrt wegen Dopings | gesperrt wegen Dopings | gesperrt wegen Dopings | gesperrt wegen Dopings | gesperrt wegen Dopings | gesperrt wegen Dopings | gesperrt wegen Dopings |
| Tomasz Zieliński    | Klasse bis 94 kg  | gesperrt wegen Dopings | gesperrt wegen Dopings | gesperrt wegen Dopings | gesperrt wegen Dopings | gesperrt wegen Dopings | gesperrt wegen Dopings | gesperrt wegen Dopings |
| Bartłomiej Bonk     | Klasse bis 105 kg | 185 kg                 | 7                      | kein gültiger Versuch  | kein gültiger Versuch  | ausgeschieden          | ausgeschieden          | ausgeschieden          |
| Arkadiusz Michalski | Klasse bis 105 kg | 179 kg                 | 11                     | 221 kg                 | 5                      | 400 kg                 | 7                      | 7                      |

### Handball
| Wettbewerb       | Männer |
| ---------------- | --- |
| Athleten         | Sławomir Szmal Piotr Wyszomirski Karol Bielecki Łukasz Gierak Michał Jurecki Przemysław Krajewski Krzysztof Lijewski Michał Szyba Michał Daszek Mateusz Jachlewski Adam Wiśniewski Bartosz Jurecki Mateusz Kus Kamil Syprzak Mariusz Jurkiewicz |
| Trainer          | Talant Dujshebaev ( Spanien) |
| Gruppenphase     | Brasilien 32:34 (13:16) Deutschland 29:32 (14:16) Ägypten 33:25 (16:10) Schweden 25:24 (12:13) Slowenien 20:25 (13:13) |
| Viertelfinale    | Kroatien 30:27 (18:14) |
| Halbfinale       | Dänemark 28:29 (15:16, 25:25) |
| Spiel um Platz 3 | Deutschland 25:31 (13:17) |
| Platzierung      | 4. Platz |

### Judo
| Athleten         | Wettbewerb  | 1. Runde       | 1. Runde         | 2. Runde      | 2. Runde      | Viertelfinale | Viertelfinale | Halbfinale / Trostrunde | Halbfinale / Trostrunde | Finale / Platz 3 | Finale / Platz 3 | Rang          |
| Athleten         | Wettbewerb  | Gegner         | Ergebnis         | Gegner        | Ergebnis      | Gegner        | Ergebnis      | Gegner                  | Ergebnis                | Gegner           | Ergebnis         | Rang          |
| ---------------- | ----------- | -------------- | ---------------- | ------------- | ------------- | ------------- | ------------- | ----------------------- | ----------------------- | ---------------- | ---------------- | ------------- |
| Frauen           |             |                |                  |               |               |               |               |                         |                         |                  |                  |               |
| Arleta Podolak   | bis 57 kg   | C.-l. Chien    | 000s0:100s0      | ausgeschieden | ausgeschieden | ausgeschieden | ausgeschieden | ausgeschieden           | ausgeschieden           | ausgeschieden    | ausgeschieden    | ausgeschieden |
| Katarzyna Kłys   | bis 70 kg   | G. Matniyazova | 000s1:000s2 (GS) | M. Bernabéu   | 000s0:000s1   | ausgeschieden | ausgeschieden | ausgeschieden           | ausgeschieden           | ausgeschieden    | ausgeschieden    | 9             |
| Daria Pogorzelec | bis 78 kg   | V. Mballa      | 000s0:000s3      | L. Malzahn    | 000s2:000s1   | ausgeschieden | ausgeschieden | ausgeschieden           | ausgeschieden           | ausgeschieden    | ausgeschieden    | 9             |
| Männer           |             |                |                  |               |               |               |               |                         |                         |                  |                  |               |
| Maciej Sarnacki  | über 100 kg | T. Jonsson     | 100s2:000s4      | O. Sasson     | 000s1:010s1   | ausgeschieden | ausgeschieden | ausgeschieden           | ausgeschieden           | ausgeschieden    | ausgeschieden    | 9             |

### Kanu

#### Kanurennsport
| Athleten                                                                | Wettbewerb | Vorlauf      | Vorlauf | Halbfinale    | Halbfinale    | Finale        | Finale        | Rang          |
| Athleten                                                                | Wettbewerb | Zeit         | Rang    | Zeit          | Rang          | Zeit          | Rang          | Rang          |
| ----------------------------------------------------------------------- | ---------- | ------------ | ------- | ------------- | ------------- | ------------- | ------------- | ------------- |
| Frauen                                                                  |            |              |         |               |               |               |               |               |
| Marta Walczykiewicz                                                     | K-1 200 m  | 40,263 s     | 1       | 40,619 s      | 1             | 40,279 s      | 2             | Silber        |
| Ewelina Wojnarowska                                                     | K-1 500 m  | 1:52,193 min | 2       | 1:59,458 min  | 5             | 1:58,167 min  | 4             | 12            |
| Beata Mikołajczyk Karolina Naja                                         | K-2 500 m  | 1:41,766 min | 2       | 1:41,684 min  | 1             | 1:45,207 min  | 3             | Bronze        |
| Marta Walczykiewicz Beata Mikołajczyk Karolina Naja Edyta Dzieniszewska | K-4 500 m  | 1:33,020 min | 2       | 1:36,532 min  | 4             | 1:37,658 min  | 1             | 9             |
| Männer                                                                  |            |              |         |               |               |               |               |               |
| Paweł Kaczmarek                                                         | K-1 200 m  | 35,562 s     | 6       | ausgeschieden | ausgeschieden | ausgeschieden | ausgeschieden | ausgeschieden |
| Rafał Rosolski                                                          | K-1 1000 m | 3:37,700 min | 4       | 3:38,379 min  | 7             | 3:39,021 min  | 6             | 14            |
| Tomasz Kaczor                                                           | C-1 200 m  | 42,450 s     | 6       | ausgeschieden | ausgeschieden | ausgeschieden | ausgeschieden | ausgeschieden |
| Tomasz Kaczor                                                           | C-1 1000 m | 3:59,928 min | 2       | 3:59,836 min  | 4             | 3:59,350 min  | 1             | 9             |
| Mateusz Kamiński Michał Kudła                                           | C-2 1000 m | 3:44,717 min | 5       | 3:43,467 min  | 4             | 3:52,964 min  | 1             | 9             |

#### Kanuslalom
| Athleten                          | Wettbewerb | Vorlauf  | Vorlauf | Halbfinale    | Halbfinale    | Finale        | Finale        | Rang          |
| Athleten                          | Wettbewerb | Zeit     | Rang    | Zeit          | Rang          | Zeit          | Rang          | Rang          |
| --------------------------------- | ---------- | -------- | ------- | ------------- | ------------- | ------------- | ------------- | ------------- |
| Frauen                            |            |          |         |               |               |               |               |               |
| Natalia Pacierpnik                | K-1        | 106,38 s | 10      | 109,63 s      | 11            | ausgeschieden | ausgeschieden | ausgeschieden |
| Männer                            |            |          |         |               |               |               |               |               |
| Maciej Okręglak                   | K-1        | 94,44 s  | 18      | ausgeschieden | ausgeschieden | ausgeschieden | ausgeschieden | ausgeschieden |
| Grzegorz Hedwig                   | C-1        | 96,67 s  | 7       | 102,70 s      | 12            | ausgeschieden | ausgeschieden | ausgeschieden |
| Marcin Pochwała Piotr Szczepański | C-2        | 115,36 s | 11      | 110,17 s      | 4             | 104,97 s      | 5             | 5             |

### Leichtathletik
Laufen und Gehen 
| Athleten | Wettbewerb           | Runde 1     | Runde 1 | Viertelfinale | Viertelfinale | Halbfinale    | Halbfinale    | Finale          | Finale          |               |
| Athleten | Wettbewerb           | Zeit        | Rang    | Zeit          | Rang          | Zeit          | Rang          | Zeit            | Rang            |               |
| --- | -------------------- | ----------- | ------- | ------------- | ------------- | ------------- | ------------- | --------------- | --------------- | ------------- |
| Männer |                      |             |         |               |               |               |               |                 |                 |               |
| Karol Zalewski                                                                                              | 200 m                | –           | –       | 20,54 s       | 37            | ausgeschieden | ausgeschieden | ausgeschieden   | ausgeschieden   |               |
| Rafał Omelko                                                                                                | 400 m                | 45,54 s     | 18      | –             | –             | 45,28 s       | 19            | ausgeschieden   | ausgeschieden   |               |
| Adam Kszczot                                                                                                | 800 m                | 1:45,83 min | 5       | –             | –             | 1:44,70 min   | 9             | ausgeschieden   | ausgeschieden   |               |
| Marcin Lewandowski                                                                                          | 800 m                | 1:46,35 min | 13      | –             | –             | 1:44,56 min   | 6             | 1:44,20 min     | 6               |               |
| Artur Kozłowski                                                                                             | Marathon             | –           | –       | –             | –             | –             | –             | 2:17:34 h       | 39              |               |
| Yared Shegumo                                                                                               | Marathon             | –           | –       | –             | –             | –             | –             | 2:31:54 h       | 128             |               |
| Henryk Szost                                                                                                | Marathon             | –           | –       | –             | –             | –             | –             | nicht beendet   | nicht beendet   |               |
| Artur Brzozowski                                                                                            | 20 km Gehen          | –           | –       | –             | –             | –             | –             | 1:25:29 h       | 47              |               |
| Jakub Jelonek                                                                                               | 20 km Gehen          | –           | –       | –             | –             | –             | –             | 1:21:52 h       | 19              |               |
| Łukasz Nowak                                                                                                | 20 km Gehen          | –           | –       | –             | –             | –             | –             | disqualifiziert | disqualifiziert |               |
| Rafał Augustyn                                                                                              | 50 km Gehen          | –           | –       | –             | –             | –             | –             | 3:55:01 h       | 22              |               |
| Adrian Błocki                                                                                               | 50 km Gehen          | –           | –       | –             | –             | –             | –             | 3:51:31 h       | 15              |               |
| Rafał Fedaczyński                                                                                           | 50 km Gehen          | –           | –       | –             | –             | –             | –             | 3:55:51 h       | 24              |               |
| Damian Czykier                                                                                              | 110 m Hürden         | 13,63 s     | 19      | –             | –             | 13,50 s       | 14            | ausgeschieden   | ausgeschieden   |               |
| Patryk Dobek                                                                                                | 400 m Hürden         | 50,66 s     | 41      | –             | –             | ausgeschieden | ausgeschieden | ausgeschieden   | ausgeschieden   |               |
| Krystian Zalewski                                                                                           | 3000 m Hindernislauf | 8:34,52 min | 27      | –             | –             | –             | –             | ausgeschieden   | ausgeschieden   |               |
| Kacper Kozłowski Łukasz Krawczuk Jakub Krzewina Rafał Omelko Michał Pietrzak                                | 4 × 400 m Staffel    | 2:59,58 min | 5       | –             | –             | –             | –             | 3:00,50 min     | 7               |               |
| Frauen |                      |             |         |               |               |               |               |                 |                 |               |
| Marika Popowicz-Drapała                                                                                     | 100 m                | –           | –       | 11,70 s       | 52            | ausgeschieden | ausgeschieden | ausgeschieden   | ausgeschieden   |               |
| Ewa Swoboda                                                                                                 | 100 m                | –           | –       | 11,24 s       | 13            | 11,18 s       | 15            | ausgeschieden   | ausgeschieden   | ausgeschieden |
| Anna Kiełbasińska                                                                                           | 200 m                | –           | –       | 22,95 s       | 25            | ausgeschieden | ausgeschieden | ausgeschieden   | ausgeschieden   |               |
| Małgorzata Hołub                                                                                            | 400 m                | 51,80 s     | 20      | –             | –             | 51,93 s       | 19            | ausgeschieden   | ausgeschieden   |               |
| Justyna Święty                                                                                              | 400 m                | 51,82 s     | 21      | –             | –             | 51,62 s       | 17            | ausgeschieden   | ausgeschieden   |               |
| Patrycja Wyciszkiewicz                                                                                      | 400 m                | 52,02 s     | 24      | –             | –             | 52,51 s       | 22            | ausgeschieden   | ausgeschieden   |               |
| Angelika Cichocka                                                                                           | 800 m                | 2:00,42 min | 23      | –             | –             | 2:01,29 min   | 20            | ausgeschieden   | ausgeschieden   |               |
| Angelika Cichocka                                                                                           | 1500 m               | 4:11,76 min | 28      | –             | –             | 4:17,83 min   | 24            | ausgeschieden   | ausgeschieden   |               |
| Joanna Jóźwik                                                                                               | 800 m                | 2:01,58 min | 37      | –             | –             | 1:58,93 min   | 5             | 1:57,37 min     | 5               |               |
| Sofia Ennaoui                                                                                               | 1500 m               | 4:06,90 min | 8       | –             | –             | 4:05,29 min   | 10            | 4:14,72 min     | 10              |               |
| Danuta Urbanik                                                                                              | 1500 m               | 4:08,67 min | 16      | –             | –             | 4:11,34 min   | 22            | ausgeschieden   | ausgeschieden   |               |
| Katarzyna Kowalska                                                                                          | Marathon             | –           | –       | –             | –             | –             | –             | nicht beendet   | nicht beendet   |               |
| Iwona Lewandowska                                                                                           | Marathon             | –           | –       | –             | –             | –             | –             | 2:31:41 h       | 21              |               |
| Monika Stefanowicz                                                                                          | Marathon             | –           | –       | –             | –             | –             | –             | 2:32:49 h       | 23              |               |
| Paulina Buziak                                                                                              | 20 km Gehen          | –           | –       | –             | –             | –             | –             | 1:35:01 h       | 28              |               |
| Agnieszka Dygacz                                                                                            | 20 km Gehen          | –           | –       | –             | –             | –             | –             | nicht beendet   | nicht beendet   |               |
| Agnieszka Szwarnóg                                                                                          | 20 km Gehen          | –           | –       | –             | –             | –             | –             | 1:38:01 h       | 44              |               |
| Karolina Kołeczek                                                                                           | 100 m Hürden         | 13,04 s     | 26      | –             | –             | ausgeschieden | ausgeschieden | ausgeschieden   | ausgeschieden   |               |
| Emilia Ankiewicz                                                                                            | 400 m Hürden         | 55,89 s     | 10      | –             | –             | 56,99 s       | 23            | ausgeschieden   | ausgeschieden   |               |
| Joanna Linkiewicz                                                                                           | 400 m Hürden         | 56,07 s     | 14      | –             | –             | 55,35 s       | 10            | ausgeschieden   | ausgeschieden   |               |
| Matylda Kowal                                                                                               | 3000 m Hürdenlauf    | 9:35,13 min | 26      | –             | –             | –             | –             | ausgeschieden   | ausgeschieden   |               |
| Agata Forkasiewicz Anna Kiełbasińska Klaudia Konopko Marika Popowicz-Drapała Katarzyna Sokólska Ewa Swoboda | 4 × 100 m Staffel    | 43,33 s     | 12      | –             | –             | –             | –             | ausgeschieden   | ausgeschieden   |               |
| Iga Baumgart Martyna Dąbrowska Małgorzata Hołub Ewelina Ptak Justyna Święty Patrycja Wyciszkiewicz          | 4 × 400 m Staffel    | 3:25,34 min | 7       | –             | –             | –             | –             | 3:27,28 min     | 7               |               |

 Springen und Werfen 
| Athleten                | Wettbewerb     | Qualifikation | Qualifikation | Finale        | Finale        |
| Athleten                | Wettbewerb     | Weite/Höhe    | Rang          | Weite/Höhe    | Rang          |
| ----------------------- | -------------- | ------------- | ------------- | ------------- | ------------- |
| Männer                  |                |               |               |               |               |
| Karol Hoffmann          | Dreisprung     | 16,79 m       | 7             | 16,31 m       | 12            |
| Sylwester Bednarek      | Hochsprung     | 2,22 m        | 30            | ausgeschieden | ausgeschieden |
| Wojciech Theiner        | Hochsprung     | 2,22 m        | 25            | ausgeschieden | ausgeschieden |
| Piotr Lisek             | Stabhochsprung | 5,70 m        | 6             | 5,75 m        | 4             |
| Robert Sobera           | Stabhochsprung | 5,60 m        | 13            | ausgeschieden | ausgeschieden |
| Paweł Wojciechowski     | Stabhochsprung | 5,45 m        | 16            | ausgeschieden | ausgeschieden |
| Konrad Bukowiecki       | Kugelstoßen    | 20,71 m       | 6             | ohne Weite    | –             |
| Michał Haratyk          | Kugelstoßen    | 19,97 m       | 18            | ausgeschieden | ausgeschieden |
| Tomasz Majewski         | Kugelstoßen    | 20,56 m       | 7             | 20,72 m       | 6             |
| Piotr Małachowski       | Diskuswurf     | 65,89 m       | 1             | 67,55 m       | Silber        |
| Robert Urbanek          | Diskuswurf     | 61,76 m       | 17            | ausgeschieden | ausgeschieden |
| Łukasz Grzeszczuk       | Speerwurf      | 76,52 m       | 31            | ausgeschieden | ausgeschieden |
| Marcin Krukowski        | Speerwurf      | 80,62 m       | 15            | ausgeschieden | ausgeschieden |
| Paweł Fajdek            | Hammerwurf     | 72,00 m       | 17            | ausgeschieden | ausgeschieden |
| Wojciech Nowicki        | Hammerwurf     | 77,64 m       | 1             | 77,73 m       | Bronze        |
| Frauen                  |                |               |               |               |               |
| Anna Jagaciak-Michalska | Dreisprung     | 14,13 m       | 10            | 14,07 m       | 10            |
| Kamila Lićwinko         | Hochsprung     | 1,94 m        | 9             | 1,93 m        | 9             |
| Paulina Guba            | Kugelstoßen    | 17,70 m       | 13            | ausgeschieden | ausgeschieden |
| Żaneta Glanc            | Diskuswurf     | 57,88 m       | 17            | ausgeschieden | ausgeschieden |
| Maria Andrejczyk        | Speerwurf      | 67,11 m       | 1             | 64,78 m       | 4             |
| Joanna Fiodorow         | Hammerwurf     | 71,77 m       | 4             | 69,87 m       | 9             |
| Malwina Kopron          | Hammerwurf     | 69,69 m       | 15            | ausgeschieden | ausgeschieden |
| Anita Włodarczyk        | Hammerwurf     | 76,93 m       | 1             | 82,29 m       | Gold          |

Mehrkampf
| Athleten         | 100 m    | 100 m | Weitsprung | Weitsprung | Kugelstoßen | Kugelstoßen | Hochsprung | Hochsprung | 400 m    | 400 m | 110 m Hürden | 110 m Hürden | Diskuswurf | Diskuswurf | Stabhochsprung | Stabhochsprung | Speerwurf | Speerwurf | 1500 m      | 1500 m | Punkte | Rang |
| Athleten         | Zeit (s) | Pkte. | Weite (m)  | Pkte.      | Weite (m)   | Pkte.       | Höhe (m)   | Pkte.      | Zeit (s) | Pkte. | Zeit (s)     | Pkte.        | Weite (m)  | Pkte.      | Höhe (m)       | Pkte.          | Weite (m) | Pkte.     | Zeit (min)  | Pkte.  | Punkte | Rang |
| ---------------- | -------- | ----- | ---------- | ---------- | ----------- | ----------- | ---------- | ---------- | -------- | ----- | ------------ | ------------ | ---------- | ---------- | -------------- | -------------- | --------- | --------- | ----------- | ------ | ------ | ---- |
| Zehnkampf Männer |          |       |            |            |             |             |            |            |          |       |              |              |            |            |                |                |           |           |             |        |        |      |
| Paweł Wiesiołek  | 10,88 s  | 888   | 6,73 m     | 750        | 14,17 m     | 739         | 2,01 m     | 813        | 50,18 s  | 806   | 15,09 s      | 839          | 48,32 m    | 835        | 4,50 m         | 760            | 56,68 m   | 688       | 4:42,77 min | 666    | 7784   | 21   |

### Moderner Fünfkampf
| Athleten           | Fechten | Fechten | Schwimmen   | Schwimmen | Reiten | Reiten | Combined     | Combined | Punkte | Rang   |
| Athleten           | Bilanz  | Punkte  | Zeit        | Punkte    | Zeit   | Punkte | Zeit         | Punkte   | Punkte | Rang   |
| ------------------ | ------- | ------- | ----------- | --------- | ------ | ------ | ------------ | -------- | ------ | ------ |
| Frauen             |         |         |             |           |        |        |              |          |        |        |
| Anna Maliszewska   | 16:19   | 200     | 2:20,30 min | 280       | 18     | 282    | 13:01,21 min | 519      | 1281   | 18     |
| Oktawia Nowacka    | 27:8    | 264     | 2:16,67 min | 290       | 7      | 293    | 13:18,50 min | 502      | 1349   | Bronze |
| Männer             |         |         |             |           |        |        |              |          |        |        |
| Szymon Staśkiewicz | 21:14   | 227     | 2:10,16 min | 310       | 42     | 258    | 11:45,88 min | 595      | 1390   | 27     |

### Radsport

#### Bahn
| Athleten                                                                          | Wettbewerb            | Qualifikation            | Qualifikation | Finals             | Finals          | Rang |
| Athleten                                                                          | Wettbewerb            | Zeit                     | Rang          | Zeit               | Rang            | Rang |
| --------------------------------------------------------------------------------- | --------------------- | ------------------------ | ------------- | ------------------ | --------------- | ---- |
| Frauen                                                                            |                       |                          |               |                    |                 |      |
| Edyta Jasińska Justyna Kaczkowska Natalia Rutkowska Daria Pikulik Ersatzfahrerin: | Mannschaftsverfolgung | 4:28,988 min             | 8             |                    | disqualifiziert |      |
| Männer                                                                            |                       |                          |               |                    |                 |      |
| Rafał Sarnecki                                                                    | Sprint                | 9,980 s                  | 15            |                    |                 | 18   |
| Damian Zieliński                                                                  | Sprint                | 9,823 s                  | 7             |                    |                 | 14   |
| Krzysztof Maksel Rafał Sarnecki Damian Zieliński                                  | Teamsprint            | 43,297 s 1. R.: 43,555 s | 5             | nicht qualifiziert |                 | 7    |
| Krzysztof Maksel                                                                  | Keirin                |                          |               |                    |                 | 9    |
| Damian Zieliński                                                                  | Keirin                |                          |               |                    |                 | 6    |

Omnium
| Frauen        |    |    |    |    |    |    |    |    |   |    |    |   |    |    |
| Daria Pikulik | 10 | 22 | 11 | 20 | 10 | 16 | 14 | 14 | 8 | 26 | 15 | 0 | 99 | 14 |

#### Straße
| Athleten             | Wettbewerb       | Zeit          | Rang          |
| -------------------- | ---------------- | ------------- | ------------- |
| Frauen               |                  |               |               |
| Katarzyna Niewiadoma | Straßenrennen    | 3:51:47 h     | 6             |
| Anna Plichta         | Straßenrennen    | 4:01:29 h     | 41            |
| Małgorzata Jasińska  | Straßenrennen    | 3:56:34 h     | 24            |
| Katarzyna Niewiadoma | Einzelzeitfahren | 47:47,96 min  | 18            |
| Anna Plichta         | Einzelzeitfahren | 47:59,66 min  | 19            |
| Männer               |                  |               |               |
| Maciej Bodnar        | Straßenrennen    | nicht beendet | nicht beendet |
| Michał Kwiatkowski   | Straßenrennen    | 6:30:05 h     | 62            |
| Michał Gołaś         | Straßenrennen    | 6:30:05 h     | 56            |
| Rafał Majka          | Straßenrennen    | 6:10:10 h     | Bronze        |
| Maciej Bodnar        | Einzelzeitfahren | 1:14:05,89 h  | 6             |
| Michał Kwiatkowski   | Einzelzeitfahren | 1:15:55,49 h  | 14            |

#### Mountainbike
| Athleten          | Wettbewerb    | Zeit      | Rang   |
| ----------------- | ------------- | --------- | ------ |
| Frauen            |               |           |        |
| Maja Włoszczowska | Cross-Country | 1:30:52 h | Silber |

### Reiten
| Vielseitigkeit            |            |                     |                     |               |                    |               |    |
| Athleten                  | Wettbewerb | Minuspunkte Dressur | Minuspunkte Gelände | Springen      | Minuspunkte Gesamt | Rang          |    |
| Paweł Spisak mit Banderas | Einzel     | 53,60               | ausgeschieden       | ausgeschieden | ausgeschieden      | ausgeschieden | 51 |

### Ringen
| Athleten              | Wettbewerb        | 1. Runde       | 1. Runde | Achtelfinale             | Achtelfinale  | Viertelfinale  | Viertelfinale | Halbfinale    | Halbfinale    | Hoffnungsrunde Viertelfinale | Hoffnungsrunde Viertelfinale | Hoffnungsrunde Halbfinale | Hoffnungsrunde Halbfinale | Hoffnungsrunde Finale | Hoffnungsrunde Finale | Finale        | Finale        | Rang   |
| Athleten              | Wettbewerb        | Gegner         | Ergebnis | Gegner                   | Ergebnis      | Gegner         | Ergebnis      | Gegner        | Ergebnis      | Gegner                       | Ergebnis                     | Gegner                    | Ergebnis                  | Gegner                | Ergebnis              | Gegner        | Ergebnis      | Rang   |
| --------------------- | ----------------- | -------------- | -------- | ------------------------ | ------------- | -------------- | ------------- | ------------- | ------------- | ---------------------------- | ---------------------------- | ------------------------- | ------------------------- | --------------------- | --------------------- | ------------- | ------------- | ------ |
| Freistil Frauen       |                   |                |          |                          |               |                |               |               |               |                              |                              |                           |                           |                       |                       |               |               |        |
| Iwona Matkowska       | Klasse bis 48 kg  | Freilos        | Freilos  | Mercy Genesis            | 3:0           | Mariya Stadnik | 0:4           | ausgeschieden | ausgeschieden | Freilos                      | Freilos                      | Patricia Bermúdez         | 1:3                       | ausgeschieden         | ausgeschieden         | ausgeschieden | ausgeschieden | 7      |
| Katarzyna Krawczyk    | Klasse bis 53 kg  | Freilos        | Freilos  | Erdenetschimegiin Sumjaa | 3:1           | Sofia Mattsson | 1:3           | ausgeschieden | ausgeschieden | ausgeschieden                | ausgeschieden                | ausgeschieden             | ausgeschieden             | ausgeschieden         | ausgeschieden         | ausgeschieden | ausgeschieden | 9      |
| Monika Michalik       | Klasse bis 69 kg  | Freilos        | Freilos  | Risako Kawai             | 0:3           | ausgeschieden  | ausgeschieden | ausgeschieden | ausgeschieden | Freilos                      | Freilos                      | Anastasija Grigorjeva     | 3:1                       | Inna Traschukowa      | 3:1                   | ausgeschieden | ausgeschieden | Bronze |
| Agnieszka Wieszczek   | Klasse bis 69 kg  | Freilos        | Freilos  | Buse Tosun               | 0:3           | ausgeschieden  | ausgeschieden | ausgeschieden | ausgeschieden | ausgeschieden                | ausgeschieden                | ausgeschieden             | ausgeschieden             | ausgeschieden         | ausgeschieden         | ausgeschieden | ausgeschieden | 16     |
| Freistil Männer       |                   |                |          |                          |               |                |               |               |               |                              |                              |                           |                           |                       |                       |               |               |        |
| Magomedmurad Gadżijew | Klasse bis 86 kg  | Freilos        | Freilos  | Frank Molinaro           | 1:3           | ausgeschieden  | ausgeschieden | ausgeschieden | ausgeschieden | ausgeschieden                | ausgeschieden                | ausgeschieden             | ausgeschieden             | ausgeschieden         | ausgeschieden         | ausgeschieden | ausgeschieden | 16     |
| Zbigniew Baranowski   | Klasse bis 86 kg  | Freilos        | Freilos  | Sandro Aminashvili       | 3:1           | Şərif Şərifov  | 1:3           | ausgeschieden | ausgeschieden | ausgeschieden                | ausgeschieden                | ausgeschieden             | ausgeschieden             | ausgeschieden         | ausgeschieden         | ausgeschieden | ausgeschieden | 10     |
| Radosław Baran        | Klasse bis 97 kg  | Xetaq Qozyumov | 0:3      | ausgeschieden            | ausgeschieden | ausgeschieden  | ausgeschieden | ausgeschieden | ausgeschieden | Reza Yazdani                 | 1:3                          | ausgeschieden             | ausgeschieden             | ausgeschieden         | ausgeschieden         | ausgeschieden | ausgeschieden | 13     |
| Robert Baran          | Klasse bis 125 kg | Freilos        | Freilos  | Ajaal Lasarew            | 3:1           | Tervel Dlagnev | 1:3           | ausgeschieden | ausgeschieden | ausgeschieden                | ausgeschieden                | ausgeschieden             | ausgeschieden             | ausgeschieden         | ausgeschieden         | ausgeschieden | ausgeschieden | 11     |

### Rudern
| Athleten | Wettbewerb                  | Vorlauf     | Vorlauf | Vorlauf       | Hoffnungslauf | Hoffnungslauf | Hoffnungslauf | Viertelfinale | Viertelfinale | Viertelfinale | Halbfinale  | Halbfinale | Halbfinale    | Finale      | Finale | Rang   |
| Athleten | Wettbewerb                  | Zeit        | Platz   | Qualifikation | Zeit          | Platz         | Qualifikation | Zeit          | Platz         | Qualifikation | Zeit        | Platz      | Qualifikation | Zeit        | Platz  | Rang   |
| --- | --------------------------- | ----------- | ------- | ------------- | ------------- | ------------- | ------------- | ------------- | ------------- | ------------- | ----------- | ---------- | ------------- | ----------- | ------ | ------ |
| Frauen |                             |             |         |               |               |               |               |               |               |               |             |            |               |             |        |        |
| Anna Wierzbowska Maria Wierzbowska | Zweier ohne Steuerfrau      | 7:12,82 min | 3       | Halbfinale    | –             | –             | –             | –             | –             | –             | 7:39,12 min | 5          | B-Finale      | 7:21,53 min | 4      | 10     |
| Magdalena Fularczyk-Kozłowska Natalia Madaj | Doppelzweier                | 7:16,16 min | 1       | Halbfinale    | –             | –             | –             | –             | –             | –             | 6:50,63 min | 1          | Finale        | 7:40,10 min | 1      | Gold   |
| Weronika Deresz Martyna Mikołajczak | Leichtgewichts-Doppelzweier | 7:05,02 min | 2       | Halbfinale    | –             | –             | –             | –             | –             | –             | 7:22,06 min | 5          | B-Finale      | 7:24,34 min | 1      | 7      |
| Monika Ciaciuch Maria Springwald Joanna Leszczyńska Agnieszka Kobus                                                                                                | Doppelvierer                | 6:33,43 min | 2       | Hoffnungslauf | 6:25,49 min   | 2             | Finale        | –             | –             | –             | –           | –          | –             | 6:50,86 min | 3      | Bronze |
| Männer |                             |             |         |               |               |               |               |               |               |               |             |            |               |             |        |        |
| Natan Węgrzycki-Szymczyk | Einer                       | 7:12,43 min | 2       | Viertelfinale | –             | –             | –             | 6:53,52 min   | 3             | Halbfinale    | 7:15,61 min | 6          | B-Finale      | 6:47,95 min | 1      | 7      |
| Miłosz Jankowski Artur Mikołajczewski | Leichtgewichts-Doppelzweier | 6:27,70 min | 2       | Halbfinale    | –             | –             | –             | –             | –             | –             | 6:40,23 min | 3          | Finale        | 6:42,00 min | 6      | 6      |
| Mateusz Biskup Wiktor Chabel Dariusz Radosz Mirosław Ziętarski | Doppelvierer                | 5:51,28 min | 2       | Finale        | –             | –             | –             | –             | –             | –             | –           | –          | –             | 6:12,09 min | 4      | 4      |
| Zbigniew Schodowski Mateusz Wilangowski Marcin Brzeziński Robert Fuchs Krystian Aranowski Michał Szpakowski Mikołaj Burda Piotr Juszczak Daniel Trojanowski (Stm.) | Achter                      | 5:42,32 min | 3       | Hoffnungslauf | 5:59,22 min   | 4             | Finale        | –             | –             | –             | –           | –          | –             | 5:34,62 min | 5      | 5      |

### Schießen
| Athleten               | Wettbewerb                               | Qualifikation   | Qualifikation | Finale          | Finale        | Ringe/ Scheiben | Rang |
| Athleten               | Wettbewerb                               | Ringe/ Scheiben | Rang          | Ringe/ Scheiben | Rang          | Ringe/ Scheiben | Rang |
| ---------------------- | ---------------------------------------- | --------------- | ------------- | --------------- | ------------- | --------------- | ---- |
| Frauen                 |                                          |                 |               |                 |               |                 |      |
| Klaudia Breś           | Luftpistole 10 Meter                     | 379             | 23            | ausgeschieden   | ausgeschieden | 379             | 23   |
| Klaudia Breś           | Sportpistole 25 Meter                    | 578             | 15            | ausgeschieden   | ausgeschieden | 578             | 15   |
| Sylwia Bogacka         | Luftgewehr 10 Meter                      | 409,1           | 40            | ausgeschieden   | ausgeschieden | 409,1           | 40   |
| Agnieszka Nagay        | Luftgewehr 10 Meter                      | 412,8           | 29            | ausgeschieden   | ausgeschieden | 412,8           | 29   |
| Sylwia Bogacka         | Kleinkaliber Dreistellungskampf 50 Meter | 577             | 23            | ausgeschieden   | ausgeschieden | 577             | 23   |
| Agnieszka Nagay        | Kleinkaliber Dreistellungskampf 50 Meter | 578             | 16            | ausgeschieden   | ausgeschieden | 578             | 16   |
| Aleksandra Jarmolińska | Skeet                                    | 68              | 12            | ausgeschieden   | ausgeschieden | 68              | 12   |
| Männer                 |                                          |                 |               |                 |               |                 |      |
| Piotr Daniluk          | Luftpistole 10 Meter                     | 567             | 41            | ausgeschieden   | ausgeschieden | 567             | 41   |
| Piotr Daniluk          | Schnellfeuerpistole 25 Meter             | 567             | 20            | ausgeschieden   | ausgeschieden | 567             | 20   |

### Schwimmen
| Athleten                                                                              | Wettbewerb          | Vorlauf      | Vorlauf | Halbfinale    | Halbfinale    | Finale        | Finale        | Rang |
| Athleten                                                                              | Wettbewerb          | Zeit         | Rang    | Zeit          | Rang          | Zeit          | Rang          | Rang |
| ------------------------------------------------------------------------------------- | ------------------- | ------------ | ------- | ------------- | ------------- | ------------- | ------------- | ---- |
| Frauen                                                                                |                     |              |         |               |               |               |               |      |
| Anna Dowgiert                                                                         | 50 m Freistil       | 25,54 s      | 37      | ausgeschieden | ausgeschieden | ausgeschieden | ausgeschieden | 37   |
| Aleksandra Urbańczyk-Olejarczyk                                                       | 50 m Freistil       | 25,28 s      | 29      | ausgeschieden | ausgeschieden | ausgeschieden | ausgeschieden | 29   |
| Katarzyna Wilk                                                                        | 100 m Freistil      | 55,44 s      | 29      | ausgeschieden | ausgeschieden | ausgeschieden | ausgeschieden | 29   |
| Alicja Tchórz                                                                         | 100 m Rücken        | 1:01,31 min  | 21      | ausgeschieden | ausgeschieden | ausgeschieden | ausgeschieden | 21   |
| Alicja Tchórz                                                                         | 200 m Rücken        | 2:11,40 min  | 20      | ausgeschieden | ausgeschieden | ausgeschieden | ausgeschieden | 20   |
| Katarzyna Baranowska                                                                  | 200 m Lagen         | 2:19,03 min  | 39      | ausgeschieden | ausgeschieden | ausgeschieden | ausgeschieden | 39   |
| Anna Dowgiert Alicja Tchórz Aleksandra Urbańczyk Katarzyna Wilk                       | 4 × 100 m Freistil  | 3:41,43 min  | 15      | –             | –             | ausgeschieden | ausgeschieden | 15   |
| Joanna Zachoszcz                                                                      | 10 km Freiwasser    | –            | –       | –             | –             | 1:59:20,4 h   | 22            | 22   |
| Männer                                                                                |                     |              |         |               |               |               |               |      |
| Paweł Juraszek                                                                        | 50 m Freistil       | 22,50 s      | 35      | ausgeschieden | ausgeschieden | ausgeschieden | ausgeschieden | 35   |
| Filip Wypych                                                                          | 50 m Freistil       | 22,23 s      | 21      | ausgeschieden | ausgeschieden | ausgeschieden | ausgeschieden | 21   |
| Kacper Majchrzak                                                                      | 200 m Freistil      | 1:47,12 min  | 15      | 1:46,30 min   | 10            | ausgeschieden | ausgeschieden | 10   |
| Wojciech Wojdak                                                                       | 400 m Freistil      | 3:48,87 min  | 23      | –             | –             | ausgeschieden | ausgeschieden | 23   |
| Filip Zaborowski                                                                      | 400 m Freistil      | 3:49,84 min  | 28      | –             | –             | ausgeschieden | ausgeschieden | 28   |
| Mateusz Sawrymowicz                                                                   | 1500 m Freistil     | 15:26,33 min | 33      | –             | –             | ausgeschieden | ausgeschieden | 33   |
| Wojciech Wojdak                                                                       | 1500 m Freistil     | 15:13,18 min | 28      | –             | –             | ausgeschieden | ausgeschieden | 28   |
| Konrad Czerniak                                                                       | 100 m Schmetterling | 51,81 s      | 10      | 51,80 s       | 10            | ausgeschieden | ausgeschieden | 10   |
| Paweł Korzeniowski                                                                    | 100 m Schmetterling | 53,71 s      | 33      | ausgeschieden | ausgeschieden | ausgeschieden | ausgeschieden | 33   |
| Jan Świtkowski                                                                        | 200 m Schmetterling | 1:56,73 min  | 17      | ausgeschieden | ausgeschieden | ausgeschieden | ausgeschieden | 17   |
| Marcin Stolarski                                                                      | 100 m Brust         | 1:01,06 min  | 29      | ausgeschieden | ausgeschieden | ausgeschieden | ausgeschieden | 29   |
| Radosław Kawęcki                                                                      | 100 m Rücken        | 54,39 s      | 23      | ausgeschieden | ausgeschieden | ausgeschieden | ausgeschieden | 23   |
| Tomasz Polewka                                                                        | 100 m Rücken        | 54,52 s      | 26      | ausgeschieden | ausgeschieden | ausgeschieden | ausgeschieden | 26   |
| Radosław Kawęcki                                                                      | 200 m Rücken        | 1:57,61 min  | 17      | ausgeschieden | ausgeschieden | ausgeschieden | ausgeschieden | 17   |
| Konrad Czerniak Paweł Korzeniowski Kacper Majchrzak Jan Świtkowski                    | 4 × 100 m Freistil  | 3:15,52 min  | 13      | –             | –             | ausgeschieden | ausgeschieden | 13   |
| Kacper Klich Paweł Korzeniowski Kacper Majchrzak Jan Świtkowski Paweł Werner          | 4 × 200 m Freistil  | 7:11,11 min  | 10      | –             | –             | ausgeschieden | ausgeschieden | 10   |
| Radosław Kawęcki Marcin Stolarski Konrad Czerniak Kacper Majchrzak Paweł Korzeniowski | 4 × 100 m Lagen     | 3:35,18 min  | 12      | –             | –             | ausgeschieden | ausgeschieden | 12   |

### Segeln
Fleet Race
| Athleten                                 | Wettbewerb      | Qualifikation | Qualifikation | Medal Race    | Medal Race    | Punkte | Rang |
| Athleten                                 | Wettbewerb      | Punkte        | Rang          | Punkte        | Rang          | Punkte | Rang |
| ---------------------------------------- | --------------- | ------------- | ------------- | ------------- | ------------- | ------ | ---- |
| Frauen                                   |                 |               |               |               |               |        |      |
| Małgorzata Białecka                      | Windsurfen RS:X | 153           | 14            | ausgeschieden | ausgeschieden | 153    | 14   |
| Irmina Gliszczyńska Agnieszka Skrzypulec | 470er           | 96            | 10            | 10            | 5             | 106    | 10   |
| Männer                                   |                 |               |               |               |               |        |      |
| Piotr Myszka                             | Windsurfen RS:X | 70            | 3             | 18            | 9             | 88     | 4    |
| Kacper Ziemiński                         | Laser           | 140           | 18            | ausgeschieden | ausgeschieden | 140    | 18   |
| Paweł Kołodziński Łukasz Przybytek       | 49er            | 108,3         | 10            | 10            | 5             | 118,3  | 8    |

### Taekwondo
| Athleten       | Wettbewerb       | Achtelfinale        | Achtelfinale | Viertelfinale | Viertelfinale | Hoffnungsrunde Halbfinale | Hoffnungsrunde Halbfinale | Halbfinale    | Halbfinale    | Hoffnungsrunde Finale | Hoffnungsrunde Finale | Finale        | Finale        | Rang          |
| Athleten       | Wettbewerb       | Gegner              | Ergebnis     | Gegner        | Ergebnis      | Gegner                    | Ergebnis                  | Gegner        | Ergebnis      | Gegner                | Ergebnis              | Gegner        | Ergebnis      | Rang          |
| -------------- | ---------------- | ------------------- | ------------ | ------------- | ------------- | ------------------------- | ------------------------- | ------------- | ------------- | --------------------- | --------------------- | ------------- | ------------- | ------------- |
| Männer         |                  |                     |              |               |               |                           |                           |               |               |                       |                       |               |               |               |
| Karol Robak    | Klasse bis 68 kg | Balla Dièye         | 15:12        | Jaouad Achab  | 7:9           | ausgeschieden             | ausgeschieden             | ausgeschieden | ausgeschieden | ausgeschieden         | ausgeschieden         | ausgeschieden | ausgeschieden | ausgeschieden |
| Piotr Paziński | Klasse bis 80 kg | Cheick Sallah Cissé | 2:8          | ausgeschieden | ausgeschieden | Tahir Güleç               | 6:5                       | ausgeschieden | ausgeschieden | Milad Beigi           | 0:12                  | ausgeschieden | ausgeschieden | 5             |

### Tennis
| Athleten                         | Wettbewerb | 1. Runde                            | 1. Runde        | 2. Runde      | 2. Runde      | Achtelfinale                       | Achtelfinale      | Viertelfinale | Viertelfinale | Halbfinale    | Halbfinale    | Finale        | Finale        |
| Athleten                         | Wettbewerb | Gegner                              | Ergebnis        | Gegner        | Ergebnis      | Gegner                             | Ergebnis          | Gegner        | Ergebnis      | Gegner        | Ergebnis      | Gegner        | Ergebnis      |
| -------------------------------- | ---------- | ----------------------------------- | --------------- | ------------- | ------------- | ---------------------------------- | ----------------- | ------------- | ------------- | ------------- | ------------- | ------------- | ------------- |
| Frauen                           |            |                                     |                 |               |               |                                    |                   |               |               |               |               |               |               |
| Agnieszka Radwańska              | Einzel     | Zheng Saisai                        | 4:6, 5:7        | ausgeschieden | ausgeschieden | ausgeschieden                      | ausgeschieden     | ausgeschieden | ausgeschieden | ausgeschieden | ausgeschieden | ausgeschieden | ausgeschieden |
| Magda Linette                    | Einzel     | Anastassija Pawljutschenkowa        | 0:6, 3:6        | ausgeschieden | ausgeschieden | ausgeschieden                      | ausgeschieden     | ausgeschieden | ausgeschieden | ausgeschieden | ausgeschieden | ausgeschieden | ausgeschieden |
| Klaudia Jans-Ignacik Paula Kania | Doppel     | Eugenie Bouchard Gabriela Dabrowski | 4:6, 7:5, 3:6   | –             | –             | ausgeschieden                      | ausgeschieden     | ausgeschieden | ausgeschieden | ausgeschieden | ausgeschieden | ausgeschieden | ausgeschieden |
| Männer                           |            |                                     |                 |               |               |                                    |                   |               |               |               |               |               |               |
| Jerzy Janowicz                   | Einzel     | Gilles Müller                       | 7:5, 1:6, 6:710 | ausgeschieden | ausgeschieden | ausgeschieden                      | ausgeschieden     | ausgeschieden | ausgeschieden | ausgeschieden | ausgeschieden | ausgeschieden | ausgeschieden |
| Łukasz Kubot Marcin Matkowski    | Doppel     | Rohan Bopanna Leander Paes          | 6:4, 7:66       | –             | –             | Roberto Bautista Agut David Ferrer | 3:6, 6:75         | ausgeschieden | ausgeschieden | ausgeschieden | ausgeschieden | ausgeschieden | ausgeschieden |
| Mixed                            |            |                                     |                 |               |               |                                    |                   |               |               |               |               |               |               |
| Agnieszka Radwańska Łukasz Kubot | Doppel     | –                                   | –               | –             | –             | Irina-Camelia Begu Horia Tecău     | 6:4, 6:71, [8:10] | ausgeschieden | ausgeschieden | ausgeschieden | ausgeschieden | ausgeschieden | ausgeschieden |

### Tischtennis
| Athleten                                     | Wettbewerb | 1. Runde        | 1. Runde | 2. Runde            | 2. Runde | 3. Runde      | 3. Runde      | Achtelfinale  | Achtelfinale  | Viertelfinale | Viertelfinale | Halbfinale    | Halbfinale    | Finale        | Finale        | Rang          |
| Athleten                                     | Wettbewerb | Gegner          | Ergebnis | Gegner              | Ergebnis | Gegner        | Ergebnis      | Gegner        | Ergebnis      | Gegner        | Ergebnis      | Gegner        | Ergebnis      | Gegner        | Ergebnis      | Rang          |
| -------------------------------------------- | ---------- | --------------- | -------- | ------------------- | -------- | ------------- | ------------- | ------------- | ------------- | ------------- | ------------- | ------------- | ------------- | ------------- | ------------- | ------------- |
| Frauen                                       |            |                 |          |                     |          |               |               |               |               |               |               |               |               |               |               |               |
| Katarzyna Grzybowska                         | Einzel     | Manika Batra    | 4:2      | Kim Song-i          | 0:4      | ausgeschieden | ausgeschieden | ausgeschieden | ausgeschieden | ausgeschieden | ausgeschieden | ausgeschieden | ausgeschieden | ausgeschieden | ausgeschieden | ausgeschieden |
| Li Qian                                      | Einzel     | Freilos         | Freilos  | Daniela Dodean      | 1:4      | ausgeschieden | ausgeschieden | ausgeschieden | ausgeschieden | ausgeschieden | ausgeschieden | ausgeschieden | ausgeschieden | ausgeschieden | ausgeschieden | ausgeschieden |
| Katarzyna Grzybowska Li Qian Natalia Partyka | Mannschaft | Japan           | 0:3      | –                   | –        | –             | –             | –             | –             | ausgeschieden | ausgeschieden | ausgeschieden | ausgeschieden | ausgeschieden | ausgeschieden | ausgeschieden |
| Männer                                       |            |                 |          |                     |          |               |               |               |               |               |               |               |               |               |               |               |
| Jakub Dyjas                                  | Einzel     | Marcelo Aguirre | 4:0      | Alexander Schibajew | 0:4      | ausgeschieden | ausgeschieden | ausgeschieden | ausgeschieden | ausgeschieden | ausgeschieden | ausgeschieden | ausgeschieden | ausgeschieden | ausgeschieden | ausgeschieden |
| Wang Zengyi                                  | Einzel     | Freilos         | Freilos  | Bojan Tokič         | 2:4      | ausgeschieden | ausgeschieden | ausgeschieden | ausgeschieden | ausgeschieden | ausgeschieden | ausgeschieden | ausgeschieden | ausgeschieden | ausgeschieden | ausgeschieden |
| Jakub Dyjas Wang Zengyi Daniel Górak         | Mannschaft | Japan           | 2:3      | –                   | –        | –             | –             | –             | –             | ausgeschieden | ausgeschieden | ausgeschieden | ausgeschieden | ausgeschieden | ausgeschieden | ausgeschieden |

### Triathlon
| Athleten         | Wettbewerb | Zeit      | Rang |
| ---------------- | ---------- | --------- | ---- |
| Frauen           |            |           |      |
| Agnieszka Jerzyk | Einzel     | 2:01:27 h | 22   |

### Turnen

#### Gerätturnen
| Athleten                     | Wettbewerb       | Qualifikation | Qualifikation | Finale        | Finale        | Rang |
| Athleten                     | Wettbewerb       | Punkte        | Rang          | Punkte        | Rang          | Rang |
| ---------------------------- | ---------------- | ------------- | ------------- | ------------- | ------------- | ---- |
| Frauen                       |                  |               |               |               |               |      |
| Katarzyna Jurkowska-Kowalska | Mehrkampf Einzel | 51,799        | 49            | ausgeschieden | ausgeschieden | 49   |

### Volleyball
| Wettbewerb    | Männer |
| ------------- | --- |
| Athleten      | Piotr Nowakowski Dawid Konarski Bartosz Kurek Karol Kłos Fabian Drzyzga Grzegorz Łomacz Michał Kubiak Paweł Zatorski Mateusz Mika Rafał Buszek Bartosz Bednorz Mateusz Bieniek |
| Trainer       | Stéphane Antiga |
| Gruppenphase  | Ägypten (3:0) Iran (3:2) Argentinien (3:0) Russland (2:3) Kuba (3:0) |
| Viertelfinale | USA (0:3) |
| Halbfinale    | ausgeschieden |
| Finale        | ausgeschieden |